# فوكستروت

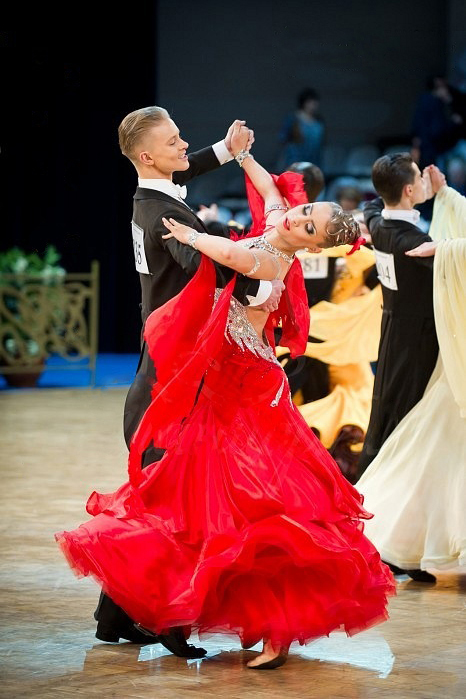
الرَّقص الرياضِي نُوعٌ من فوكستروت.

فوكستروت (بالإنجليزية: Foxtrot)‏ هي رقصة اجتماعية مشتركة، تُرقص من طرف اثنين وتنتمي إلى برنامج الرقص العالمي. ظهرت رقصة فوكستروت بين عامي 1910 و1915 في أمريكا الشمالية. ووصلت إلى أوروبا بعدَ انتهاء الحرب العالمية الأولى.